# Asediul Adrianopolului
Asediul Adrianopolului a fost un asediu al trupelor Ligii Balcanice (ale Regatului Bulgariei și ale Regatului Serbiei) împotriva orașului otoman Adrianopol (în bulgară Odrin, în turcă Edirne) în timpul Primului Război Balcanic, la 3 noiembrie [S.V. 21 octombrie] 1912 - 26 martie [S.V. 13 martie] 1913.
Adrianopolul a avut o importanță strategică mare: era străbătut de o linie de cale ferată care venea dinspre estul Peninsulei Balcanice către vest și care conecta armata turcă occidentală din Macedonia cu capitala Imperiului Otoman și cu armata turcă orientală.
Cetatea Adrianopolului a fost echipată cu ajutorul specialiștilor germani și a fost o fortăreață militară de primă clasă.
Inițial, orașul a fost asediat doar de Armata a 2-a Bulgară sub comanda generalului Nikola Ivanov și a unităților sârbe sub comanda lui Stepa Stepanović. Trupele sârbe au ajuns în zonă la 6 noiembrie, ceea ce a îmbunătățit moralul bulgarilor. Primele bătălii din oraș au început la sfârșitul lui octombrie 1912.
În 3 noiembrie, garnizoana turcă a lui Shukri Pașa, după lupte grele, s-a retras în cetatea orașului. Din acest moment a început asediul lung al Adrianopolului. Aliații au stabilit ca obiectiv să nu distrugă fortăreața, ci să înfometeze turcii și să le creeze condiții insuportabile.
În perioada 3 decembrie 1912 - 3 februarie 1913 a fost declarat un armistițiu temporar, dar orașul a fost blocat în continuare - nu s-a livrat mâncare sau muniție.
La 11 martie 1913, a început un bombardament al fortăreței de către artileria bulgară, de data aceasta ca pregătire a unui asalt. La 12 martie, bombardamentul s-a oprit temporar, dar apoi a fost reluat în forță.
Sub acoperirea artileriei, trupele Ligii Balcanice au avansat până aproape de zidurile cetății și de fortificațiile turcești și au început luptele corp la corp. Ca urmare, trupele bulgare au reușit să ocupe toate tranșele și fortificațiile turcești din oraș și din periferie. La 13 martie a început un atac direct asupra cetății, care a căzut în aceeași zi.
Conform surselor, în bătăliile din 11, 12 și 13 martie în Adrianopol, pierderile bulgarilor au fost de 1298 de morți și 6.655 au fost răniți;  pierderile sârbilor au fost de 453 de morți și 1.917 răniți; în timp ce 65 de mii de turci au fost capturați, printre care 15 generali și 2000 de ofițeri, de asemenea au fost confiscate 650 de tunuri și 16 steaguri. Conform părții turce, pierderile acestora au fost de 13.000 de morți și răniți și 42.500 prizonieri de război.